# Coupe Caxambu

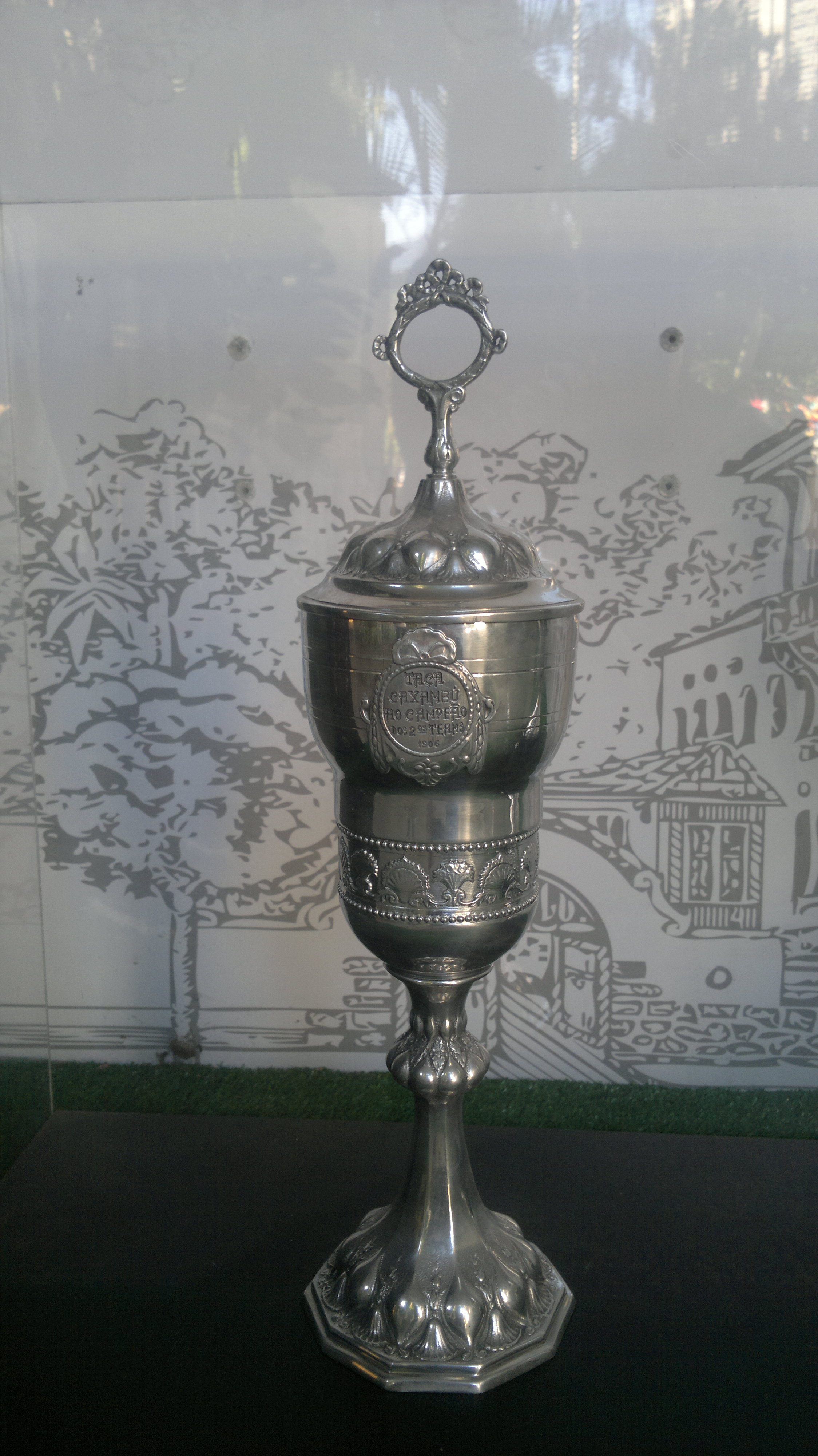
Coupe Caxanbu de 1906

La coupe Caxambu (Taça Caxambu en portugais) fut une compétition brésilienne de football opposant des équipes réserves de l'État de Rio de Janeiro. Ce fut la première compétition officielle à être attribuée dans l'État de Rio. Son vainqueur fut le Botafogo Football Club, qui fut ainsi le premier club de Rio de Janeiro à être champion de football. Des équipes qui participaient au championnat de Rio de Janeiro de football en 1906, seul l'América Football Club n'était pas représenté.

## Participants
- Bangu
- Botafogo Football Club
- Football and Athletic
- Fluminense
- Rio Cricket

## Classement
| #  | Clubs                 | Points | Joués | Victoires | Nuls | Défaites | Buts pour | Buts contre | Différence de but |
| 1º | Botafogo              | 14     | 8     | 7         | 0    | 1        | 18        | 8           | +10               |
| 2º | Fluminense            | 13     | 8     | 6         | 1    | 1        | 14        | 5           | +9                |
| 3º | Football and Athletic | 8      | 8     | 3         | 2    | 3        | 7         | 5           | +2                |
| 4º | Bangu                 | 5      | 8     | 2         | 1    | 5        | 2         | 13          | -11               |
| 5º | Rio Cricket           | 0      | 8     | 0         | 0    | 8        | 2         | 12          | -10               |

## Source
- (pt) RSSSF Brasil - Rio de Janeiro Championship 1906 - Segundos Times (Taça Caxambu) (mis à jour le 5 octobre 2001)